# Sudden stop
En economía, sudden stop, a veces traducido en español como parada súbita, es una situación que consiste en una reducción abrupta en el flujo del capital internacional.

## Descripción
El fenómeno afecta sobre todo a las economías emergentes, ya que la repentina contracción en el flujo de capital hacia estos mercados provoca un cambio desde los déficits típicos de las grandes cuentas corrientes a los déficits de cuentas más pequeñas —abundantes en estos mercados— y reducción de los excedentes. Consta de una contracción repentina en el déficit de la cuenta corriente de la balanza de pagos, dado que, por definición, los déficit de cuenta corriente se financian con la entrada neta de capital.
La parada súbita de entrada de capital podría desencadenarse en una crisis monetaria o bancaria; de hecho, hay una relación estrecha entre las crisis bancarias y este fenómeno. También se ha demostrado que puede ocasionar destrucción del capital humano y de los canales de crédito locales.
A pesar de darse de forma repentina, el sudden stop es el desenlace de un proceso que puede llevar tiempo, ocasionando efectos variados sobre otras variables económicas relevantes.